# Miquel d'Esplugues
Miquel d'Esplugues (Esplugas de Llobregat, Bajo Llobregat, 1870 - Barcelona, 1934) fue el nombre religioso español del escritor en catalán y fraile capuchino Pere Campreciós i Bosch.
Huérfano de padre a los seis años, cursó Humanidades en el Seminario Conciliar de Barcelona y en 1887 ingresó en el orden capuchino. Lector de filosofía (1892) y teología (1898) y ordenado sacerdote en 1893, como primer definidor y vicario in capite de la provincia capuchina navarrocatalana, en 1900 consiguió la restauración de la antigua provincia catalana y fue nombrado provincial (1905-1915 y 1918-1921).
En 1907 fundó y dirigió la revista Estudios Franciscanos y en 1925 la primera revista catalana de filosofía Criterion.
Ejerció una notable influencia sobre los círculos próximos a la Liga Regionalista y fue hombre de confianza de Francesc Cambó. Estructuró la Fundación Bíblica Catalana y fue presidente. 

## Obra
- Nostra Senyora de la Mercè. Estudi de psicologia ètnico-religiosa de Catalunya (1916). (en catalán)
- Sant Francesc de Sales, esperit i màximes (1906). (en catalán)
- Cuatro volúmenes de glosas sobre El Padre Nuestro (1920-1923). (en catalán)
- El primer Comte de Güell, Notes Psicológiques i assaig sobre el sentit aristocàtic a Catalunya. Arts Gráfiques Nicolau Poncell (1921). (en catalán)
- Tres volúmenes de Miscel·lània de filosofia religiosa (1924-1927), el tercero de los cuales es La vera efígie del Poverello, sobre San Francisco de Asís. (en catalán)
- El missatge d'Israel: Israel, Jesús, Sant Pau (1934). (en catalán)